# Dilke
Dilke es un pueblo canadiense situado en la provincia de Saskatchewan.

## Superficie
Dilke tiene una superficie de 1,28 km².

## Demografía
En 2021, tenía 60 habitantes, una densidad poblacional de 46,8 hab./km², y 44 viviendas.